# Sciophila fasciata
Sciophila fasciata är en tvåvingeart som beskrevs av Thomas Say 1823. Sciophila fasciata ingår i släktet Sciophila och familjen svampmyggor. Inga underarter finns listade i Catalogue of Life.